# Victoria Valentino
No se debe confundir a esta actriz con la Playmate de 1963 de igual nombre pero nacida en 1942.
Victoria Valentino (Scottsdale, Arizona; 6 de abril de 1971) es una actriz pornográfica estadounidense.
Inició su carrera en la industria porno en 2006. Interpreta papeles del género MILF. Cuando no está rodando películas suele actuar en discotecas que la contratan, como lo afirma su página de MySpace.

## Filmografía
- Big Boob Dirty 30's and Squirting 1	(2007)
- Big Boobs the Hard Way 4
- Big Titty MILFs 4
- Cheating Wives Tales 6
- Cougars in Heat
- Gigantic Joggies 5
- I Scored a Soccer Mom 2
- It's a Mommy Thing 2
- MILF and Honey 6
- MILF Lessons 13
- MILF Worship 3
- Momma Knows Best 4
- Mommy Fucks Best 2
- My Favorite MILF 2
- My First MILF
- My First Sex Teacher 10
- Older Women Younger Men 10
- Seduced by a Cougar 4
- Squirts Illustrated 2
- Throated 10
- Who's Your Momma 2
- Who's Your Mommie 2
- You've Got a Mother Thing Cumming
- It's Too Big 3 (2008)
- Mom's Cream Pie 3
- Pussyman's Foot Festival 4